# 트레프토쾨페니크구
트레프토쾨페니크구(Treptow-Köpenick)는 독일 베를린의 아홉 번째 자치구이다. 2001년 베를린 행정 구역 개편으로 과거의 트레프토구와 쾨페니크구가 합쳐져서 형성되었다.